# 2500 Alascattalo
A 2500 Alascattalo (ideiglenes jelöléssel 1926 GC) a Naprendszer kisbolygóövében található aszteroida. Karl Wilhelm Reinmuth fedezte fel 1926. április 2-án.